# Kútvölgy vasútállomás
Kútvölgy vasútállomás egy Csongrád-Csanád vármegyei vasútállomás Hódmezővásárhely településen, a MÁV üzemeltetésében. A városközponttól mintegy 10 kilométerre kelet-északkeleti irányban fekvő Kútvölgy városrész északi szélén helyezkedik el, közúti elérését a 47-es főútból kiágazó 44 117-es számú mellékút, majd egy abból letérő önkormányzati út biztosítja.

## Vasútvonalak
Az állomást az alábbi vasútvonalak érintik:
- Szeged–Kötegyán-vasútvonal

## Kapcsolódó állomások
A vasútállomáshoz az alábbi állomások vannak a legközelebb:
- Hódmezővásárhely vasútállomás
- Székkutas vasútállomás

## Forgalom
| Járat        | Útvonal | Gyakoriság             |
| ------------ | --- | ---------------------- |
| személyvonat | Szeged – Szeged-Rókus – Hódmezővásárhelyi Népkert – Hódmezővásárhely – Kútvölgy – Székkutas – Orosháza – Orosházi tanyák – Csorvás – Csorvás alsó – Telekgerendás (– Fürjes) – Békéscsaba            | 2 óránként             |
| személyvonat | Szeged – Szeged-Rókus – Algyő – Hódmezővásárhelyi Népkert – Hódmezővásárhely (← Kútvölgy – Székkutas) – Orosháza (← Orosházi tanyák) – Csorvás (← Csorvás alsó) – Telekgerendás – Békéscsaba – Gyula | Vasárnap 1 Szeged felé |